# NGC 4225
NGC 4225 é uma galáxia espiral (S0-a) localizada na direcção da constelação de Corvus. Possui uma declinação de -12° 19' 37" e uma ascensão recta de 12 horas, 16 minutos e 38,3 segundos.
A galáxia NGC 4225 foi descoberta em 9 de Março de 1828 por John Herschel.